# Eleições no Território Federal do Acre em 1958
As eleições no território federal do Acre em 1958 ocorreram em 3 de outubro como parte das eleições gerais no Distrito Federal, em 20 estados e nos territórios federais do Amapá, Rondônia e Roraima. Neste caso, a Lei Constitucional Número Nove e o Decreto-Lei n.º 7.586 determinaram que os acrianos seriam representados por dois deputados federais, algo ratificado pela Constituição de 1946.

## Resultado da eleição para deputado federal
Conforme o acervo do Tribunal Superior Eleitoral, foram apurados 13.200 votos nominais.

### Chapa do PSD
| Candidatos a deputado federal em 1958 | Partido | Votação | Percentual | Cidade onde nasceu     | Unidade federativa | Observações |
| José Guiomard                         | PSD     | 5.863   | 44,42%     | Santo Antônio do Monte | Minas Gerais       | [ 5 ]       |
| Geraldo Mesquita                      | PSD     | 289     | 2,19%      | Feijó                  | Acre               | [ 6 ]       |
| Fontes:                               |         |         |            |                        |                    |             |

### Chapa do PTB
| Candidatos a deputado federal em 1958 | Partido | Votação | Percentual | Cidade onde nasceu | Unidade federativa | Observações |
| Oscar Passos                          | PTB     | 3.215   | 24,36%     | Porto Alegre       | Rio Grande do Sul  | [ 10 ]      |
| José Augusto de Araújo                | PTB     | 1.137   | 8,61%      | Feijó              | Acre               | [ 11 ]      |
| Rui Lino                              | PTB     | 1.109   | 8,40%      | Tarauacá           | Acre               | [ 12 ]      |
| Fontes:                               |         |         |            |                    |                    |             |

### Chapa da UDN
| Candidatos a deputado federal em 1958 | Partido | Votação | Percentual | Cidade onde nasceu | Unidade federativa | Observações |
| Adalberto Sena                        | UDN     | 988     | 7,49%      | Cruzeiro do Sul    | Acre               | [ 13 ]      |
| Mário Maia                            | UDN     | 196     | 1,48%      | Rio Branco         | Acre               | [ 14 ]      |
| Fontes:                               |         |         |            |                    |                    |             |

### Chapa do PSP
| Candidatos a deputado federal em 1958 | Partido | Votação | Percentual | Cidade onde nasceu | Unidade federativa | Observações |
| Marinho Monte                         | PSP     | 313     | 2,37%      | Rio Branco         | Acre               | [ 15 ]      |
| Wagner Brasiliense Eleutério          | PSP     | 90      | 0,68%      |                    |                    |             |
| Raul Arantes Meira                    | PSP     | zero    | -          |                    |                    |             |
| Fontes:                               |         |         |            |                    |                    |             |